# Bérénice Bejo
Bérénice Bejo (Buenos Aires, 7 de julio de 1976) es una actriz argentina nacionalizada francesa. Saltó a la fama mundial por el papel de Peppy Miller en la película The Artist (2011), que le valió no solo la aclamación por parte de la crítica sino también el Premio César del cine francés a la mejor actriz y las nominaciones al Óscar a la mejor actriz de reparto, así como al Globo de Oro en la misma categoría.

## Biografía
A la edad de tres años Bérénice Bejo se trasladó a Francia con sus padres, escapando de la última dictadura cívico-militar en Argentina. Bajo la influencia de su padre, el director argentino Miguel Bejo, tomó clases de interpretación. Su primera aparición en el cine fue en el corto Pain perdu (1993), de Tiéri Barié.
En 2013 obtuvo el premio a la mejor actriz en el Festival de Cannes por su rol protagónico en la película Le passé, dirigida por el iraní Asghar Farhadi.
Fue presidenta del jurado profesional del Festival de Cine de España de Toulouse en 2000.

## Filmografía

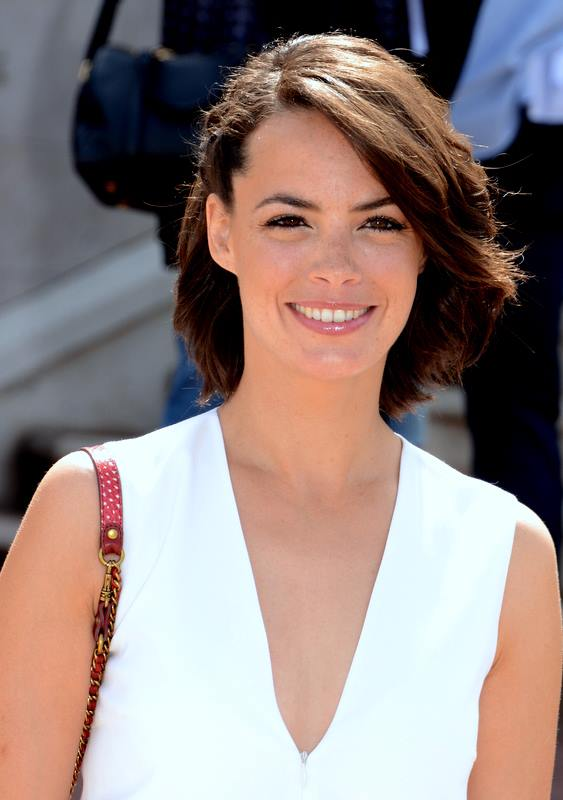
Bérénice Bejo en el Festival de Cine de Cannes de 2014.

- 1998: Les sœurs Hamlet, de Abdelkrim Bahloul.
- 2000: Meilleur espoir féminin, de Gérard Jugnot.
- 2001: A Knight's Tale, de Brian Helgeland.
- 2001: 24 heures de la vie d'une femme, de Laurent Bouhnik.
- 2002: Comme un avion, de Marie-France Pisier.
- 2004: El gran papel (Le grand rôle), de Steve Suissa.
- 2006: OSS 117: El Cairo, nido de espías (OSS 117: Le Caire, nid d'espions), de Michel Hazanavicius.
- 2008: Amores modernos (Modern Love), de Stéphane Kazandjian.
- 2008: Bouquet final, de Michel Delgado.
- 2009: L'Enfer d'Henri-Georges Clouzot, de Serge Bromberg y Ruxandra Medrea.
- 2011: The Artist, de Michel Hazanavicius, como Peppy Miller.
- 2012: Populaire, de Regis Roinsard.
- 2013: Letters to Jackie: Remembering President Kennedy, de Bill Couturié.
- 2013: El pasado, de Asghar Farhadi.
- 2014: Le dernier diamant, de Éric Barbier.
- 2014: The Search, de Michel Hazanavicius.
- 2016: Felices sueños, de Marco Bellocchio.
- 2017: De la India a París en un armario de IKEA, de Ken Scott.
- 2018: La Quietud, de Pablo Trapero.
- 2020: Le Prince oublié de Michel Hazanavicius.
- 2020:Le Bonheur des uns..., de Daniel Cohen.
- 2023:  La contadora de películas, de Lone Scherfig
- 2024:  México 86, de César Díaz

## Premios y distinciones
Premios César
| Año  | Categoría               | Trabajo nominado        | Resultado |
| ---- | ----------------------- | ----------------------- | --------- |
| 2014 | César a la mejor actriz | Le passé                | Candidata |
| 2012 | César a la mejor actriz | The Artist              | Ganadora  |
| 2001 | Mejor actriz revelación | Meilleur espoir féminin | Candidata |

Premios Óscar
| Año  | Categoría               | Trabajo nominado | Resultado |
| ---- | ----------------------- | ---------------- | --------- |
| 2012 | Mejor actriz de reparto | The Artist       | Candidata |

Globos de Oro
| Año  | Categoría               | Trabajo nominado | Resultado |
| ---- | ----------------------- | ---------------- | --------- |
| 2012 | Mejor actriz de reparto | The Artist       | Candidata |

Festival Internacional de Cine de Cannes
| Año  | Categoría    | Trabajo nominado | Resultado |
| ---- | ------------ | ---------------- | --------- |
| 2013 | Mejor actriz | El pasado        | Ganadora  |

Premios BAFTA
| Año  | Categoría    | Trabajo nominado | Resultado |
| ---- | ------------ | ---------------- | --------- |
| 2011 | Mejor actriz | The Artist       | Candidata |

Premios del Sindicato de Actores
| Año  | Categoría               | Trabajo nominado | Resultado |
| ---- | ----------------------- | ---------------- | --------- |
| 2011 | Mejor actriz de reparto | The Artist       | Candidata |
| 2011 | Mejor reparto           | The Artist       | Candidata |